# Mezőlaborci járás

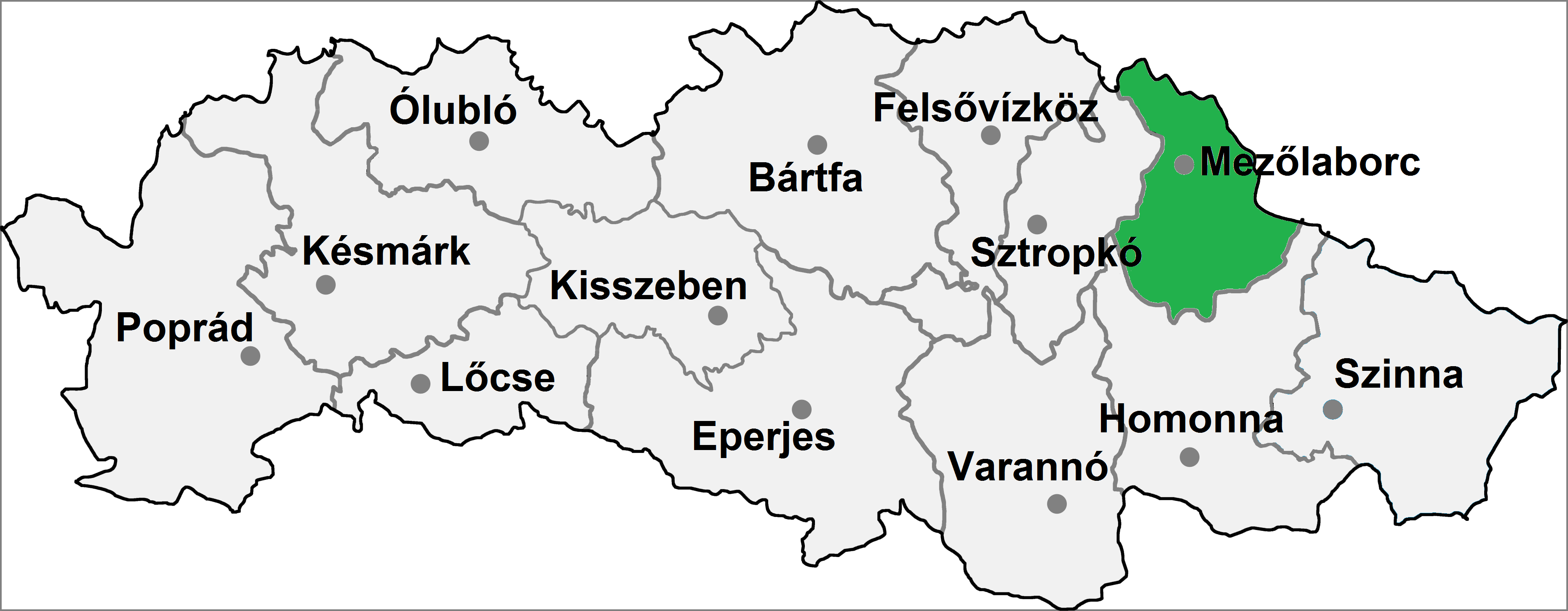
A Mezőlaborci járás

A Mezőlaborci járás (Okres Medzilaborce) Szlovákia Eperjesi kerületének közigazgatási egysége. Területe 427 km², lakosainak száma 12 450 (2011), székhelye Mezőlaborc (Medzilaborce). A járás területe teljes egészében az egykori Zemplén vármegye területe volt.

## Népessége
| Év:            | 1994.  | 2004.   | 2014.   | 2024.    |
| -------------- | ------ | ------- | ------- | -------- |
| Emberek száma: | 12 962 | 12 392  | 12 252  | 10 605   |
| Eltérés:       |        | -4,39 % | -1,12 % | -13,44 % |

| Év:            | 2023.  | 2024.   |
| -------------- | ------ | ------- |
| Emberek száma: | 10 665 | 10 605  |
| Eltérés:       |        | -0,56 % |

## A Mezőlaborci járás települései
- Bajna (Zbojné)
- Csabaháza (Čabalovce)
- Csebény (Čabiny)
- Izbugyabéla (Zbudská Belá)
- Kalenó (Kalinov)
- Laborcbér (Brestov nad Laborcom)
- Laborcfő (Habura)
- Laborcradvány (Radvaň nad Laborcom)
- Laborcrév (Krásny Brod)
- Meggyfalu (Oľšinkov)
- Mezőlaborc (Medzilaborce)
- Nagycsertész (Čertižné)
- Nyágó (Ňagov)
- Olyka (Oľka)
- Ökröske (Volica)
- Palota
- Repejő (Repejov)
- Rokitóc (Rokytovce)
- Roskóc (Roškovce)
- Szukó (Sukov)
- Valentóc (Valentovce)
- Világ (Svetlice)
- Virava (Výrava)